# Chanceaux-sur-Choisille
Chanceaux-sur-Choisille är en kommun i departementet Indre-et-Loire i regionen Centre-Val de Loire i de centrala delarna av Frankrike. Kommunen ligger i kantonen Vouvray som tillhör arrondissementet Tours. År 2022 hade Chanceaux-sur-Choisille 3 509 invånare.
Chanceaux-sur-Choisille var hemstad för den svenska elefanttränaren Gösta Kruse, som där har fått gatan Rue Gosta Kruse uppkallad efter sig. Gösta Kruse var son till Trolle Rhodins stallmästare Theodor Kruse, och ansvarade för franska Circus Pinders elefanter från 1964, fram till sin död 1973.

## Befolkningsutveckling
Antalet invånare i kommunen Chanceaux-sur-Choisille
Referens:INSEE